# Idactus hieroglyphicus
Idactus hieroglyphicus là một loài bọ cánh cứng trong họ Cerambycidae.